# Geologischer Dienst Nordrhein-Westfalen

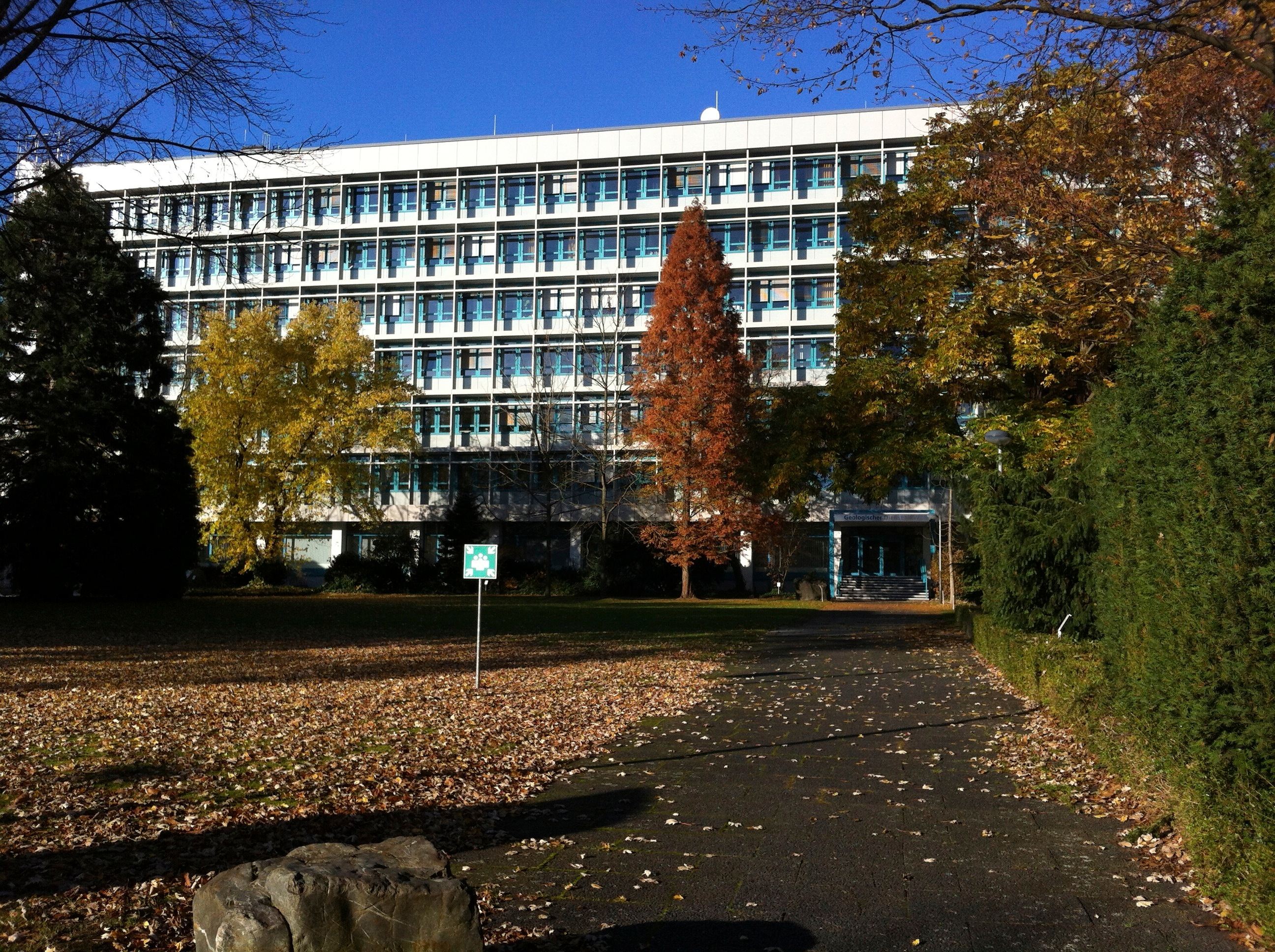
Gebäude des Geologischen Dienstes NRW in Krefeld (De-Greiff-Straße 195)

Der Geologische Dienst Nordrhein-Westfalen (GD NRW) ist die zentrale geowissenschaftliche Einrichtung des Landes Nordrhein-Westfalen im Zuständigkeitsbereich des Ministeriums für Wirtschaft, Industrie, Klimaschutz und Energie des Landes Nordrhein-Westfalen.

## Aufgaben
Der Geologische Dienst NRW untersucht die Geo-Ressourcen des Landes und bewertet sie zum nachhaltigen Nutzen und Schutz. Er erfasst und bewertet die Geodaten für Fragestellungen der Erschließung von Rohstoffen, Grundwasser und Erdwärme, der Bewertung von Georisiken und des Bodenschutzes. Des Weiteren stellt er analoge Karten und digitale Geoinformationssysteme bereit und unterhält Archive über die geologischen und bodenkundlichen Daten des Landes, unter anderem werden über 20.000 Bohrkerne, die bei Erkundungsbohrungen in NRW gewonnen wurden, in einem eigenen Bohrkernarchiv gelagert und bearbeitet.
Der Geologische Dienst NRW unterhält ein eigenes Stationsnetz zur Überwachung der Erdbeben in der Niederrheinischen Bucht.

## Geschichte
Nach 1945 wurden in Deutschland die Staatlichen Geologischen Dienste (SGD) reorganisiert. So wurde 1950 das Amt für Bodenforschung der Länder Niedersachsen und Nordrhein-Westfalen als Anstalt des öffentlichen Rechts gegründet. Aus ihm ging 1957 das Geologische Landesamt Nordrhein-Westfalen als eigenständige Landesoberbehörde für das Land Nordrhein-Westfalen hervor. Die Neuordnung der SGD wurde in den alten Bundesländern 1958 mit der Errichtung der heutigen Bundesanstalt für Geowissenschaften und Rohstoffe in Hannover abgeschlossen.
Ab 1990 wurden auch in den neuen Bundesländern Staatliche Geologische Dienste eingerichtet.
Die SGD sind überwiegend den Wirtschaftsressorts zugeordnet, ab 1990 zum Teil auch den Umweltressorts. Allerdings blieben sie nur in wenigen Bundesländern als eigenständige Behörden erhalten. Im Zuge von Verwaltungsreformen kam es vielfach zu Fusionen mit der Berg- oder Umweltverwaltung.
Am 13. April 2000 verabschiedete der nordrhein-westfälische Landtag das Zweite Gesetz zur Modernisierung von Regierung und Verwaltung. Ziel war eine Straffung der Verwaltungsstruktur, um größere Effizienz und Transparenz sowie klarere Kompetenzzuordnung innerhalb der Landesverwaltung im Interesse der Bürger im Land zu schaffen. Im Zuge dieses Gesetzes wurde das Geologische Landesamt in den Landesbetrieb Geologischer Dienst Nordrhein-Westfalen (GD NRW) umgewandelt. Der GD NRW ist weiterhin dem Wirtschaftsministerium NRW zugeordnet.
Diese betriebswirtschaftlich ausgerichtete Neuorganisation brachte viele Veränderungen mit sich: organisatorische Verschlankung, Personalabbau, Aufgabenverdichtung, kaufmännisches Finanz- und Rechnungswesen sowie Controlling. Im Jahr 2017 feierte der Geologische Dienst NRW sein 60-jähriges Jubiläum.